# ハインツ・ハウエンシュタイン
カール・グイド・オスカル・ハウエンシュタイン（Karl Guido Oskar Hauenstein）または、ハインツ・オスカル・ハウエンシュタイン（Heinz Oskar Hauenstein、1899年9月22日 - 1962年10月14日）は、ヴァイマル共和国期のドイツ義勇軍指導者である。ハウエンシュタインは自身の名に因んで名付けられた「ハインツ機関（Organisation Heinz）」を率い、1921年に上シレジアのフェーメの虐殺に上シレジア自警団の特別警察として関与し、1923年にはルール占領中の積極的抵抗運動に関与した。

## 生涯
ハウエンシュタインはドレスデンに生まれた。第一次世界大戦が起こると、志願兵として従軍し、最終的に少尉に昇進した。終戦後、彼はローウェンフェルト海兵旅団に参加し、後にハウエンシュタインが率いる「ハインツ機関」は、主にこの組織を母体に、他の義勇軍と合流する形で結成された。

### 上シレジア闘争
世界大戦後、シレジア蜂起の舞台となった、上シレジア（オーバーシュレージエン）地方では、十分に組織化された「ハインツ機関」が活動していた。組織は「一種の非合法の秘密警察組織」として機能し、ヴォイチェフ・コルファンティのポーランド反乱軍の偵察等を行っていた。ハウエンシュタインの組織は、政治家のカール・シュピーカーに因んで名付けられた「シュピーカー機関（Organisation Spiecker）」によって支援されていた。シュピーカーは、ブレスラウの公共秩序監督国家弁務官であった。シュピーカーに代わって、ハインツ機関は上シレジアの連合国管理下にあった刑務所から志を同じくする住民の脱走に参加した。
ハウエンシュタイン自身の証言によると、上シレジアにおいて国際法や軍事法は考慮されていなかった。その為、ハインツ機関は婦女子の殺害や、裏切り者と見なしたポーランド人、フランス人、ドイツ人の殺害を犯している。ハウエンシュタインは後に、これらの行動はシュピーカーの同意を得て行われたと主張し、シュピーカーの部下の中尉から命令を受けたと述べている。シュピーカーは常にこれらの主張に反論しており、ハウエンシュタインは、1928年にシュテッティンにおけるエドムント・ハイネスの女性殺害裁判に出廷し、彼の組織が上シレジアで殺害した人数について尋ねられた。1922年6月21日に大赦が発せられた結果、上シレジアでの女性殺害の件は無効となった。
1921年5月の第3次上シレジア蜂起の際、ハウエンシュタインは約2,500人の突撃大隊を編成し、5月21日のアンナベルク制圧の第2波攻勢に参加した。ハウエンシュタインの部隊は、共和国政府による攻撃中止の勧告を拒み、その後は当地の「自警団」の一部に加わった。

### ナチ党への接近
ハウエンシュタインは上シレジアからベルリンに渡り、そこで1922年6月24日のヴァルター・ラーテナウ暗殺に連座して逮捕された。しかし、証拠不十分として、ベルリン・アレクサンダー広場の刑務所で7週間拘留された後、釈放された。
1922年8月、ハウエンシュタインは、ゲルハルト・ロスバッハ、アルベルト・レオ・シュラーゲターと共に、当時、既に国民社会主義ドイツ労働者党指導者となっていたアドルフ・ヒトラーとミュンヘンで面会した。会話の主題は、ナチ党のドイツ北部への組織拡大に関するものであった。その後、ドイツ北部には多数のナチ党地区支部が設立された。ハウエンシュタインは1932年に、ヒトラーからベルリン、ブランデンブルク、シレジアにナチ党支部の建設を依頼された、と証言している。しかし、1922年11月19日に予定されていたベルリンの地区支部設立は実現せず、代わりに、ゲルハルト・ロスバッハ指導の下、「大ドイツ労働者党（Großdeutsche Arbeiterpartei、GAP）」が結成された。ハウエンシュタインは、結成アピールの194人の署名者の1人となった。GAPは1923年1月にナチ党の偽装組織として政府により禁止された。

### ルール闘争
1923年1月11日、ドイツの戦後賠償支払いが遅れ、フランス軍とベルギー軍はルール地方を占領した。2日後、首相のヴィルヘルム・クーノは国民に消極的抵抗を呼びかけていた。こうした受動的な運動に対して、共和国国軍を中心に組織された「ハインツ機関」のメンバーによる積極的抵抗運動が開始された。ハウエンシュタインによるとこれらの抵抗運動はフランス軍の諜報組織の監視下にあった。抵抗運動は主に線路への爆発工作等であり、これはフランス軍への石炭移送を妨害するものとなっていた。当時、ハウエンシュタインは主にエルバーフェルトを拠点に、ハインツ・ホッホベルクという偽名を名乗っていた。1923年1月末、彼はベルリンの国防省の将校に面会し、軍によるルール地域での抵抗運動の支援を保証されたと語っている。また、ルール地方でのハインツ機関の破壊工作班には、後のナチ党幹部（カール・カウフマン、エーリヒ・コッホ、ヴィクトール・ルッツェ）が参加している。
ハウエンシュタインによれば、「ハインツ機関」は、ルール占領中に起きた計180件の妨害工作のうち18件に関与していた。しかし、彼が主張する少なくとも1つの行動は、オーバーラント義勇軍のメンバーと共産主義者の鉱山労働者によって実行されていた。また、8人のフランス軍への情報提供者も殺害されたと言われ、フランスのスパイがエッセンで射殺された証拠が存在する。
アルベルト・レオ・シュラーゲターが率いる7人から10人のグループが、フランスのスパイ活動を妨害するために配備された。かつて、上シレジアにおいて「ハインツ機関」に参加していたシュラーゲターは、1923年4月7日にフランス当局によって逮捕され、破壊活動の責任者として死刑を宣告され、同年5月26日に銃殺刑に処された。シュラーゲターの死は一種の殉教神話として、当時のヴァイマル共和国、特に後のナチス・ドイツにおいて盛んに宣伝された。
5月末、ハウエンシュタインは武器と爆発物を所持していたとしてエルバーフェルトでプロイセンの警察に逮捕された。ハウエンシュタインは後に、自らの逮捕がシュラーゲターをフランスの拘留から解放することを妨げた、と主張している。シュラーゲターが実際に解放されるはずであったかどうかは定かではなく、シュラーゲター自身が解放を拒否したと言われている。ハウエンシュタインの証言は後に、プロイセン内相であるカール・セヴェリングに対して、彼がシュラーゲターの死に部分的に責任があるという疑惑が浮上した。ハウエンシュタインは、ゲルハルト・ロスバッハにシュラーゲター逮捕の責任を負わせ「ハインツ機関」の解体を企てた。ハウエンシュタインが告発したロスバッハの組織の2人のメンバーは、1928年に名誉毀損でハウエンシュタインを訴えた。判決によると、一定の疑惑はあったものの、ハウエンシュタインの主張を裏付ける証拠はなかった。同時に、法廷では、ロスバッハの面々がハウエンシュタインを裏切る様子が生じていた。

### ベルリンでの活動とSA
ハウエンシュタインは、1923年のヒトラーの反乱後、禁止されていた、突撃隊（SA）の偽装組織である「フロントバン」 に参加した。ベルリンにおけるフロントバンは、地区ごとに組織され、ハウエンシュタインはアレクサンダー広場を本拠地とする「シュラーゲター中隊（Schlageter-Kompagnie）」を組織し、30人から40人程の部隊を率いていた。
1926年3月22日、クルト・ダリューゲを中心にベルリンのSAが正式に発足した。多くのフロントバン隊員がSAに参加し、ベルリンのナチ党内で支配的な地位を得た。当時、合法的に権力を掌握するというヒトラーの方針とは反対に、SAの大部分は、義勇軍の闘争精神に関連する反体制的な過激派の路線にしがみつき続けていた。ヒトラーの方針は、ベルリン大管区指導者のエルンスト・シュランゲとナチス左派のグレゴール・シュトラッサー、オットー・シュトラッサー兄弟によってベルリンで代表されていた。
1926年8月25日のベルリンにおけるナチ党とSAの指導者会議において、政策を巡る議論が白熱し、ダリューゲはハウエンシュタインを新しいベルリン大管区指導者に据えるよう提案した。オットー・シュトラッサーは、ハウエンシュタインの党からの除名処分をヒトラーに訴え、ハウエンシュタインの大管区指導者指名が却下された。会議はハウエンシュタインとオットー・シュトラッサーの取っ組み合いによって始まり、結局、党内対立の二極化をもたらすのみに終了した。
1926年11月、ヨーゼフ・ゲッベルスが新たにベルリン大管区指導者に任命された。ゲッベルスは就任後の最初の通達で「ハウエンシュタインの件」に関する追及と議論を禁じた。その後、ハウエンシュタインは、シュトラッサーの扇動により、9月15日にヒトラーによって党から除名された。11月7日、ベルリン・ナチ党機関紙「国民的社会主義者（Nationaler Sozialist）」は、ハウエンシュタインを警察への情報提供者として非難している。

### 独立国民社会党
ナチ党を除名されたハウエンシュタインは、1926年11月24日にナチ党の分派組織として、「独立国民社会党（Unabhängigen Nationalsozialistischen Partei、UNS）」を結成し、その議長を勤めた。党は、約1,500人規模の勢力を持つ分派組織程度の存在であった。ベルリン、ライプツィヒ、ドレスデン、ハレなどに支部を設けていた。党に所属していた者の大半は失業者で、彼らは急速に過激化したものとされており、ドイツ共産党の赤色戦線戦士同盟メンバーへのオルグ（勧誘）も行っていた、機関紙には「ドイツ解放（Deutsche Freiheit）」、「闘争紙（Kampfblatt）」等が発行された。思想的には、ハウエンシュタインの党は経済的反ユダヤ主義を標榜していた、また、強力な反議会主義姿勢をとり、ヒトラーの反ユダヤ主義の放棄を主張していた。
UNSは、想定していたSA隊員の大規模なオルグに失敗し、1927年に党は解散した。ベルリンからドレスデンに引っ越したハウエンシュタインは、UNS党員の殆どがそうであったように、再びナチ党に参加した。

### シュラーゲターブント
1927年12月、ハウエンシュタインは、元ルール闘争のメンバー等と「ハインツ機関」の後継組織として「シュラーゲター僚友協会（Bund der Freunde Schlageters）」通称「シュラーゲターブント（Schlageterbund）」を設立した。ドレスデンの協会登録簿に登録された協会は、1928年2月にベルリンで最初の会議を開催し「シル義勇団（Freischar Schill）」、「西部国境防衛団（Grenzwehr West）」、「民族解放闘争全国同盟（Reichsbund Völkischer Freiheitskämpfer）」等の同様の組織との結束を確立した。シュラーゲターブントはナチ党に近く、シュラーゲター盾章を授与された。受章には、義勇軍あるいはルール闘争への参加の文書による証明と、3ライヒスマルクの支払いが条件となっていた。
1930年からハウエンシュタインはシュラーゲターブントの広報誌を発刊し、1931年からは「東方への騎手（Der Reiter gen Osten）」という題名で発売された。また、1931年にハウエンシュタインは軍に代わる労働奉仕団（FAD）の組織化に携わった。
1934年の「レーム事件」の後、ハウエンシュタインは、ドイツ労働戦線内の「破壊工作員」として、同年8月23日にロベルト・ライによって、国民社会主義経営細胞組織（NSBO）の役職から解任された。彼は出版活動を禁止され、広報誌の編集権をエルンスト・フォン・ザロモンへ委譲した。その後、ハウエンシュタインは1944年に雑誌が廃刊となるまで、Rolf Liemannという筆名で執筆活動を続けていた。
1934年6月から1935年7月にかけて、ゲシュタポはシュラーゲター逮捕に関する情報の調査を行っていた。この調査でハウエンシュタインは、ルール闘争中に「ハインツ機関」のメンバーを十分に気遣わず、代わりに「エルバーフェルドで時間をもて余していた」と非難された。 
その後、シュラーゲターブントはナチ党と対立し、1935年秋に解散した。きっかけは、シュラーゲター記念館を設立するというハウエンシュタインの企画にあった。これは、ナチ党の独占的な歴史解釈の政策と矛盾し、これに先立ち、旧来の義勇軍協会が収集していた文書、書簡、日記、写真、バッジ等のコレクションをめぐって、国家公文書館とナチ党公文書館との間で論争があった。その後、シュラーゲターブントは、フランツ・フォン・エップの扇動により解散した。エップは、彼自身の評価するバイエルンの義勇軍組織に対し、シュラーゲターブントを過小評価していた。ハウエンシュタインは後に逮捕されるが、義勇軍時代からの知人であるアプヴェーアのヴィルヘルム・カナリスの介入により釈放された。その後、ハウエンシュタインは通信販売の古物商を開き、1938年にシュラーゲターの父親の葬式で公の場に現れた。ハウエンシュタインは、第二次世界大戦中のベルリンの戦いに最後まで参加し、終戦後の勾留の後、英国の占領軍によって6カ月間、ファリングボステル収容所に抑留されたと証言している。釈放後、最初はブラウンシュヴァイクにおいて古物商を再開し、後にフランクフルト・アム・マインで本屋と美術商を開業した。1962年10月初旬、彼が担当していたオークション中に死亡した。

## 備考
ハウエンシュタインは、領事組織のメンバーであるフリードリッヒ・ヴィルヘルム・ハインツと混同されることがあった。ハウエンシュタインとハインツはルール闘争中に連絡を取り合う関係にあり、警察の尋問に対応する為に「二重」の存在を意図的に示す為、この混同を利用していたと言われる。